# Université municipale de Fukuyama
L'Université municipale de Fukuyama (福山市立大学, Fukuyama shiritsu daigaku) est une université publique du Japon située dans la ville de Fukuyama.